# Ariel Alberto Coremberg
Ariel Coremberg es un economista académico argentino especializado en la medición de productividad a nivel macroeconómico. Es actualmente  profesor en la Universidad de Buenos Aires, Universidad del CEMA y la Universidad de San Andrés. 
Licenciado en Economía por la Universidad de Buenos Aires realizó la maestría en economía en el Instituto Di Tella en convención con el BID. Es doctor en economía por la Universidad Nacional de La Plata.
Su investigación se centra en la medición de agregados macroeconómicos en particular la medición del crecimiento económico. 
Es parte del proyecto ARKLEMS+LAND el cual buscar de medir y comparar internacionalmente las fuentes del crecimiento económico, la productividad y la competitividad de la economía argentina mediante la metodología KLEMS (Capital, Labor, Energy, Material and Service Inputs).
Sus investigación más recientes se han centrado en la manipulación de estadísticas, el impacto del fútbol en la economía  o el costo de la corrupción.
Influenciado por Alberto Fracchia.

## Medición de la productividad en Argentina
Su tesis doctoral se centró en medir la contribución al crecimiento de ambos factors durante la argentina en los 90s.
El crecimiento económico puede darse por tres factores, un aumento en la cantidad de factores productivos (trabajadores o capital), o un aumento en la productividad (los mismos factores productivos ahora producen más). Medir cual es la razón del crecimiento económico es crucial ya que existe un límite al crecimiento económico dado por aumento de los factores productivos. Por ejemplo, la cantidad de tierra de un país es limitada por lo que no se puede continuar aumentando la tierra para agricultura de forma ilimitada. 
| Variable                                                                    | Valor  |
| --------------------------------------------------------------------------- | ------ |
| Tasa interna de retorno (TIR%)                                              | 16.60% |
| Capital por habitante (USD)**                                               | 17.425 |
| Valor de capital sobre PBI**                                                | 2.3    |
| Depreciación del capital sobre PBI (%)**                                    | 12,9%  |
| Depreciación/Stock(%)**                                                     | 5.60%  |
| Inversión Neta/Stock**                                                      | 2.90%  |
| Inversión Neta/PBI (%)**                                                    | 6,6%   |
| ** Valores medidos a precios constantes                                     |        |
| Propiedades del stock de capital en Argentina durante el período 1993-2000. |        |

Para medir la contribución de cada factor productivo es necesario medir el stock de capital fijo. En su tesis doctoral, Coremberg realizó una valuación del capital fijo en la economía. Utilizando una variedad de fuentes de información para medir, entre otros, elementos del capital fijo como:
- Stock de Viviendas
- Stock de Construcción No Residencial Privada
- Stock de Equipo de transporte Automotor (vehículos de transporte de carga y

pasajeros, y automóviles y utilitarios utilizados en actividades productivas)
- Stock de Aeronaves
- Stock de Maquinaria Agropecuaria: tractores, cosechadoras y otros

implementos
- Stock de Activos Cultivados: ganado, alambrados, cultivos industriales y otros

## Divulgación científica
Desde los últimos años realiza frecuentes apariciones públicas en medios nacionales de Argentina. Medios gráficos como La Nación e InfoBae o audiovisuales como CNN En Español Radio, LN+, o Chequeado.com. Sus intervenciones en general refieren a conceptos de largo plazo como la productividad y la determinación del salario, el crecimiento económico sostenido o el sistema previsional.
Tiene una activa cuenta de Twitter en la cual comparte sus lecturas así como datos datos y opinión sobre discusiones económicas contemporáneas en Argentina y Latinoamérica.